# Giacomo Pozzi Bellini
Giacomo Pozzi Bellini (Faenza, 27 agosto 1907 – Roma, 10 luglio 1990) è stato un fotografo italiano.

## Biografia
Giacomo Pozzi Bellini nasce a Faenza nel 1907 da padre romagnolo di famiglia agiata e madre senese di origine austriaca. Giacomo ha solo due anni quando la sua famiglia si trasferisce a Firenze, dove trascorre tutta la sua giovinezza e compie gli studi. Si laurea in giurisprudenza ed ha come compagno di studi lo scultore Marino Marini.
I primi anni del novecento anni sono per Firenze un momento di grande vitalità culturale e artistica, Pozzi Bellini frequenta molti intellettuali che ruotano intorno alla rivista Solaria, come Emilio Cecchi, Eugenio Montale, Carlo Emilio Gadda ed Elio Vittorini, di alcuni di questi realizzerà dei bellissimi ritratti. Messi da parte gli studi legali si interessa prima al teatro e poi al cinema. All'inizio degli anni Trenta si trasferisce a Roma, viene assunto alla Cines come assistente del direttore Ludovico Toeplitz e collabora alla scrittura di sceneggiature con Mario Soldati e con Alberto Moravia.
Nel 1936 sposa Silvia Piccolomini.
Nel 1939 realizza con Emilio Cecchi Il pianto delle zitelle, un documentario su un pellegrinaggio che si svolge ancora oggi sui monti del basso Lazio al santuario della Santissima Trinità di Vallepietra, e che si conclude con una cerimonia religiosa basata su un canto di origine settecentesca, chiamato Il pianto delle zitelle. Per il taglio narrativo e realistico con cui riprende la vita dell'Italia contadina di quegli anni, il documentario è stato visto dalla critica come un anticipatore del cinema neorealista del dopoguerra.
Il pianto delle zitelle vince un premio alla VII Mostra del cinema di Venezia, ma viene poi pesantemente tagliato dalla censura fascista, per via dell'immagine arretrata che restituisce dell'Italia contadina, immagine che il regime non vuole ammettere né, tanto meno, mostrare. Pozzi Bellini riesce però a salvare il lavoro originale e deposita il negativo alla Cinémathèque française grazie all'aiuto dell’amico Henri Langlois, che si occupa anche della sua distribuzione internazionale.
Nel 1940 Pozzi Bellini va in Sicilia ospite di Nino Savarese per lavorare al progetto di un film che poi non verrà realizzato; di questo progetto rimangono però centinaia di fotografie preparatorie, tra le più belle mai realizzate nel corso della sua attività. Nel 1946 torna a Firenze, dove svolge la professione di fotografo, specializzandosi nella riproduzione fotografica di opere d'arte. Nello stesso anno lavora alla mostra sulla scultura pisana del Trecento, una delle prime esposizioni allestite in Italia dopo la guerra.
Alla fine degli anni quaranta Pozzi Bellini realizza un altro documentario, questa volta di argomento storico-artistico, che si intitola Zoo di pietra, con la sceneggiatura di Emilio Cecchi e le musiche di Roman Vlad. Il soggetto del film sono le sculture di soggetto zoologico raccolte nella seconda metà del Settecento nella cosiddetta "Sala degli Animali" dei Musei Vaticani; il film, di cui oggi si conservano solo alcuni fotogrammi, viene presentato a Venezia il 2 settembre 1948 insieme a La terra trema di Luchino Visconti, entrambi prodotti da Salvo D'Angelo per Universalia.
Negli anni cinquanta Pozzi Bellini trascorre lunghi periodi in Francia, in particolare tra Parigi e Saint-Paul-de-Vence, dove frequenta assiduamente il suo amico Jacques Prévert e gli artisti e intellettuali della sua cerchia. Lavora come fotografo per Epoca, L'Illustrazione Italiana e Settimo Giorno, scatta ritratti a politici, autorità e personaggi famosi come Luigi e Ida Einaudi al Quirinale e Christian Dior nel suo atelier, realizza reportages su mostre, viaggi, palazzi e dimore storiche, come il Vittoriale, le ville di Capri, i luoghi di Cavour, fino alla tenuta di Jasnaja Poljana di Tolstoj.
Nel 1960 progetta insieme a Carlo Levi un libro fotografico sull'Unione sovietica, vola anche in Russia ma il progetto non viene terminato. Nell'estate dello stesso anno fa un viaggio in Grecia, per conto di Settimo Giorno, insieme ad Alberto Arbasino. I racconti di questo viaggio scritti da Arbasino si possono leggere in Dall'Ellade a Bisanzio, in cui sono pubblicate alcune fotografie scattate da Pozzi Bellini.
All'inizio degli anni sessanta, grazie a Carlo Levi, inizia a collaborare con l'editore Einaudi, per il progetto di un libro fotografico sulle Matres Matutae, un nucleo di sculture votive di ambito italico risalenti ai secoli fra IV e I a.C. e conservate al museo di Capua, ma presto cessa la collaborazione senza pubblicare il libro.
Molti lavori e progetti di Pozzi Bellini non vengono finiti o pubblicati a causa del suo carattere polemico e intransigente e dalla sua scarsa disponibilità a trattare sulle condizioni che impone.
Verso la metà degli anni sessanta nasce la collaborazione, più proficua e duratura, con le edizioni Treccani. L'amico Ranuccio Bianchi Bandinelli lo coinvolge nei lavori dell'Enciclopedia dell'Arte Antica da lui diretta, per cui Pozzi Bellini realizza, fra le altre, una campagna fotografica di monumenti e scorci di Roma per la voce dedicata alla città, e moltissime fotografie di sculture e monete del Museo Nazionale Romano. Contemporaneamente collabora con la casa editrice Sansoni, per cui realizza una decina di campagne fotografiche per altrettanti fascicoli della serie "Forma e colore", tra cui quella del pulpito di Giovanni Pisano in Sant'Andrea a Pistoia, e quella delle Storie di san Matteo del Caravaggio nella chiesa di San Luigi dei Francesi a Roma. Insieme a Giovanni Testori, con cui condivide un'idea "drammatica" della fotografia di pittura, realizza alcuni articoli illustrati per Settimo Giorno e lavora alla riedizione del memoriale ai milanesi di Carlo Borromeo.
A partire dagli anni settanta l’attività fotografica di Pozzi-Bellini si riduce; esegue ancora due campagne fotografiche in occasione di due mostre importanti: quella di Courbet a Villa Medici a Roma (1969) e quella dei Macchiaioli a Forte Belvedere a Firenze (1976); nel 1982 gli viene dedicata una mostra monografica alla Galleria Nazionale d'arte moderna di Roma. Negli ultimi anni della sua vita si dedica principalmente al riordino del suo archivio.
Muore a Roma nell'estate del 1990.
Dell'opera di Giacomo Pozzi Bellini restano alcune foto di riproduzione di opere d'arte. conservate presso il Gabinetto Fotografico Nazionale, mentre il grosso dell'archivio con oltre 15 000 negativi, stampe originali ed una copia del documentario Il pianto delle zitelle è custodito dal vecchio assistente ed amico Aldo Bonzi presso i laboratori Graphicolor di Roma.

## Opere
- Jaques Prévert et ses amis photographes, G.Daru Villeurbanne, 1982.
- 23º festival dei popoli, Regione Toscana, 1982.
- Trentacinque anni di fotografia 1940-1975, Galleria Nazionale d’arte moderna, 1983.
- Viaggio in Sicilia, SquiLibri, 2013.

## Mostre
- 4 Curatrici per 4 Maestri, Casa Testori, Novate Milanese, 18 ottobre 2013 – 6 gennaio 2014[9]
- Le mois de la photo, Montreal, 1989
- Sicilia Perduta, Glasgow University library, Glasgow, 1988
- Giacomo Pozzi Bellini, 35 anni di fotografia, 1940-1975, Galleria Nazionale d'arte moderna, Roma, 1982
- Sicilia 1940, 23º festival dei popoli, S.Jacopo sopr'Arno, 1982
- Jaques Prevért et ses amis photographes, Musée d'Art Moderne de la Ville de Paris, Parigi, 1981